# گداخت سرد

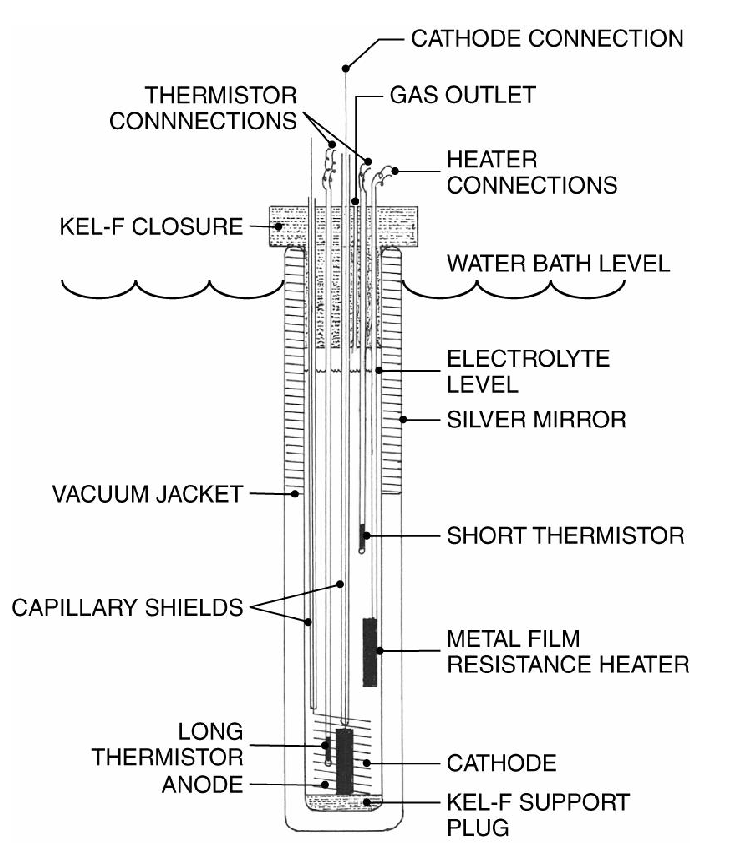

گداخت سرد یا کولد فیوژن(به انگلیسی: Cold fusion) نوعی فرضی از واکنش هسته‌ای است که برخلاف هات فیوژن یا همجوشی هسته‌ای،در دمایی نزدیک به دمای اتاق صورت می گیرد.(همجوشی هسته ای نیاز به دمای میلیون درجه‌ای دارد). اما در حین انجام واکنش دمای آن در درون به چند میلیون درجه می رسد. در واقع گداخت سرد در دمای بسیار بالا انجام می‌شود اما دمای محیط می‌تواند بالا نباشد.